# If There Is Light, It Will Find You
If There Is Light, It Will Find You es el séptimo álbum de estudio de la banda estadounidense de post-hardcore Senses Fail. Fue lanzado el 16 de febrero de 2018 a través de Pure Noise Records y fue producido por Beau Burchell. El álbum se ubicó en el puesto 57 en el Billboard 200.
If There Is Light, It Will Find You es solo una aproximación básica al sonido de la banda en sus primeros discos, Let It Enfold You, Still Searching y Life Is Not a Waiting Room, dejando completamente de lado el hardcore/metalcore que caracterizó a sus dos trabajos más recientes, dirigiendo su nuevo álbum hacia al pop punk y punk rock más puro.

## Antecedentes y promoción
El bajista Gavin Caswell pasó a la guitarra rítmica, lo que resultó en la inclusión del bajista Jason Millbank. En octubre y noviembre de 2016, el grupo apoyó a Sum 41 en su gira principal por Estados Unidos. Tras la conclusión de la gira, el grupo se tomó un tiempo libre para escribir material para su próximo disco. En marzo y abril de 2017, la banda realizó la Gira Quince Años, una salida para celebrar sus 15 años de banda. Coincidiendo con esto, la banda lanzó el EP acústico provisional In Your Absence, que fue producido por el guitarrista de Saosin Beau Burchell. En ese momento, el grupo tenía seis nuevas canciones terminadas; Nielsen dijo que el nuevo material se inclinaba hacia el sonido más melódico de los primeros días del grupo.
El 19 de junio, anunciaron que habían comenzado a grabar su próximo álbum If There Is Light, It Will Find You. Las sesiones fueron producidas y diseñadas por Burchell en su estudio The Cottage en Los Ángeles, California. Para el 4 de julio, tenían tres canciones terminadas. El 2 de agosto, se reveló que el ex baterista Dan Trapp tocaría la batería en el álbum, que fue grabado en Seahorse Studios en Los Ángeles con el ingeniero asistente Blake Bunzel. Burchell mezcló las grabaciones antes de que Mike Kalajian las masterizara en Rogue Planet Mastering.

## Lanzamiento
El 30 de noviembre de 2017, se anunció el lanzamiento de If There Is Light, It Will Find You. Además, se revelaron las ilustraciones del álbum y la lista de canciones, y "Double Cross" estuvo disponible para transmisión. El 9 de enero de 2018, el baterista Chris Hornbrook se separó de la banda y fue reemplazado por Steve Carey de Color Morale.
El 11 de enero, se lanzó un vídeo musical de "Gold Jacket, Green Jacket...". En el video, Nielsen molesta a todos los que conoce, ya sea intencionalmente o por accidente. Posteriormente termina en una fiesta en casa. Nielsen dijo que el clip era una combinación de Falling Down (1993) cruzada con la escena de canto de Billy Madison (1995).
El 1 de febrero, "New Jersey Makes, the World Takes" estuvo disponible para transmisión a través del sitio web de Alternative Press. If There Is Light, It Will Find You fue lanzado el 16 de febrero a través del sello independiente Pure Noise Records. Con una formación formada por Nielsen, los guitarristas Caswell y Jason Milbank, el bajista Greg Styliades y el mencionado Carey, el grupo realizó una gira como cabeza de cartel por Estados Unidos en febrero y marzo. Fueron apoyados por Reggie y Full Effect, Have Mercy y Household.

## Lista de canciones
Todas las letras escritas por Buddy Nielsen.
| N.º | Título                                                 | Duración |  |
| 1.  | «Double Cross»                                         | 3:25     |  |
| 2.  | «Elevator to the Gallows»                              | 3:44     |  |
| 3.  | «New Jersey Makes, the World Takes»                    | 2:59     |  |
| 4.  | «Gold Jacket, Green Jacket...»                         | 3:34     |  |
| 5.  | «First Breath, Last Breath»                            | 2:55     |  |
| 6.  | «Ancient Gods»                                         | 3:47     |  |
| 7.  | «Is It Gonna Be the Year?»                             | 4:01     |  |
| 8.  | «"You Get So Alone at Times That It Just Makes Sense"» | 4:21     |  |
| 9.  | «Orlando and a Miscarriage»                            | 2:11     |  |
| 10. | «Shaking Hands»                                        | 4:06     |  |
| 11. | «Stay What You Are»                                    | 3:31     |  |
| 12. | «If There Is Light, It Will Find You»                  | 6:18     |  |

## Posicionamiento en lista
| Lista (2018)                            | Posición |
| --------------------------------------- | -------- |
| Estados Unidos (Billboard 200)          | 57       |
| Estados Unidos (Top Alternative Albums) | 2        |
| Estados Unidos (Top Hard Rock Albums)   | 1        |
| Estados Unidos (Independent Albums)     | 1        |
| Estados Unidos (Top Rock Albums)        | 3        |

## Personal
Senses Fail
- Buddy Nielsen – cantante
- Jason Milbank – guitarra
- Gavin Caswell – guitarra
- Greg Styliades – bajo

Músicos adicional
- Dan Trapp – batería, percusión